# 梶原寿
梶原 寿（かじわら ひさし、1932年7月9日 - 2014年5月6日）は、日本の牧師、神学者。

## 経歴
山梨県出身。チャーチ・オブ・クライスト伝道師、東京神学大学大学院修士課程修了。日本キリスト教団西片町教会副牧師、尾張一宮教会牧師、名古屋学院大学助教授、教授、学長。2004年退任。アベル聖書研究会主催、日本M・L・キング研究会会長。
2014年5月6日午前3時頃、くも膜下出血のため、愛知県名古屋市瑞穂区の病院で死去。82歳没。

## 著書
- 泣く者と共に キリスト教倫理への一視点（新教出版社 原点双書 1972年）
- 約束の地をめざして M・L・キングと公民権運動（新教出版社 1989年）
- マーティン＝L＝キング（清水書院 Century books 人と思想 1991年）
- 解放の神学（清水書院 Century books 人と思想 1997年）
- み足の跡をしたいて キング牧師における信仰のかたち（新教出版社 新教新書 2000年）
- マーティン・ルーサー・キング 共生社会を求めた牧師（日本キリスト教団出版局 ひかりをかかげて 2012年）

共編
- 「内村鑑三」と出会って（堀孝彦共編 勁草書房 1996年）

### 翻訳
- J.H.コーン『解放の神学 黒人神学の展開』（新教出版社 1973年）
- ラインホールド・ニーバー『義と憐れみ 祈りと説教』（新教出版社 1975年）
- J.H.コーン『抑圧された者の神』（新教出版社 現代神学双書 1976年）
- グスタボ・グティエレス、リチャード・ショール『解放と変革の神学』（新教出版社 現代キリスト教倫理双書 1979年）
- ハンス＝リューディ・ウェーバー『イエスと子どもたち』（新教出版社 1980年）
- ジェイムズ・H.コーン『黒人霊歌とブルース アメリカ黒人の信仰と神学』（新教出版社 1983年）
- R.T.ニューボールド2世編『自由の新生 黒人教会説教集』（日本基督教団出版局 現代世界説教選 1984年）
- ジェイムズ・H.コーン『わが魂の遍歴』（新教出版社 1987年）
- ワイヤット・T.ウォーカー『だれかが私の名を呼んでいる 黒人宗教音楽の社会史』（新教出版社 1991年）
- 『キング牧師の言葉』（コレッタ・スコット・キング編 石井美恵子共訳 日本基督教団出版局 1993年）
- C.S.ソン『イエス十字架につけられた民衆』（監訳 新教出版社 1995年）
- ジェイムズ・H.コーン『夢か悪夢か・キング牧師とマルコムX』（日本基督救団出版局 1996年）
- バーニス・キング『答えをさがして 私たちの時代の苦悩と希望』（新教出版社 1998年）
- 『マーティン・ルーサー・キング自伝』（クレイボーン・カーソン編 日本基督教団出版局 2001年）
- 『私には夢がある M・L・キング説教・講演集』（クレイボーン・カーソン、クリス・シェパード編 監訳 新教出版社 2003年）
- ディビッド・ポトーティとピースフル・トゥモロウズ『われらの悲しみを平和への一歩に 9・11犠牲者家族の記録』（岩波書店 2004年）
- 『真夜中に戸をたたく キング牧師説教集』（クレイボーン・カーソン、ピーター・ホロラン編 日本キリスト教団出版局 2007年）
- リチャード・リシャー『説教者キング アメリカを動かした言葉』（日本キリスト教団出版局 2012年）

## 栄典
- 2010年4月 瑞宝中綬章受章[3]

## 参考
- 梶原壽教授略年譜・主要業績目録（梶原壽教授退職記念号） 名古屋学院大学論集 人文・自然科学篇（2004年）